# 前田松韻
前田 松韻（まえだ まつおと、1880年（明治13年）12月 - 1944年（昭和19年）4月11日）は、日本の建築家。大連民政署の設計や、寝殿造の研究で知られる。

## 概要
京都市生まれ。父は福井県士族前田松閣。1904年（明治37年）7月、東京帝国大学工科大学建築学科卒業。
日露戦争下の1904年に軍倉庫の建設に携わり、1905年2月、大連軍政署の嘱託技師、同年10月、関東都督府技師となる。在職中に大連民政署（現・遼寧省対外貿易経済合作庁）、大連の日本橋（現・勝利橋）を設計。
1907年（明治40年）10月、東京高等工業学校（現・東京工業大学）建築科教授に就任。日英博覧会の装飾を担当し、1909年12月よりロンドンに出張。翌1910年7月、文部省より2年半の欧米留学を命じられ、1913年3月に帰国。
1925年（大正15年）、東京高等工業学校教授を依願免官、講師として引続き教壇に立つ（同校は1929年大学昇格）。1931年（昭和6年）、再び東京工業大学教授に就任。1943年、同校名誉教授。
論文「日本古代邸宅ノ考究」（寝殿造リノ考究、過渡期ニ於ケル住宅平面及ビ其ノ成形状態ノ沿革的考究）により、工学博士号（1930年、京都帝国大学）を取得。寝殿造研究の泰斗とも言われる。

## 作品
- 大連民政署（1908年） - 日本統治下の大連で最初に建てられた官庁建築で、ゴシック風煉瓦造の時計塔を持つ。中国の文化財に指定されている（大連中山広場近代建築群参照）。
- 加島銀行東京支店（1921年） - 日本橋にあり、後に大同生命ビルになる。現存しない。

## 著作
- 「寝殿造りの考究」 『建築雑誌』 41(491-492)、日本建築学会、1927年
- 『近世住宅』（大法館、1923年）

## その他
- 妻の富子は東京帝国大学農科大学教授横井時敬の長女。
- 日本赤十字社大阪支部病院長を務めた前田松苗（医学博士）は兄にあたる。